# Lo spaesato
Lo spaesato è un programma televisivo italiano prodotto da Stand by Me in onda su Rai 2 dal 16 settembre 2024. Si tratta di un people comedy show, condotto da Teo Mammucari che racconta l’Italia attraverso la comicità. Il programma è un adattamento del format Comedy on the edge, creato dal broadcaster danese DR.
La sigla è una versione strumentale del brano La noia di Angelina Mango.

## Il programma
Cinque spettacoli comici in altrettanti teatri storici di piccoli comuni sparsi per l’Italia. Su questi palchi, il conduttore approda dopo un viaggio attraverso i borghi, in cui ha incontrato gli abitanti, si è cimentato in interviste divertenti, ha vissuto insieme a loro esperienze curiose, ha conosciuto le loro storie per poi trasformarli – attraverso la sua lente dissacrante – nei personaggi di una grande commedia popolare.

## Edizioni
| Edizione | Periodo           | Periodo         | Puntate | Conduzione    | Rete  | Regia               |
| Edizione | Inizio            | Fine            | Puntate | Conduzione    | Rete  | Regia               |
| -------- | ----------------- | --------------- | ------- | ------------- | ----- | ------------------- |
| 1ª       | 16 settembre 2024 | 14 ottobre 2024 | 5       | Teo Mammucari | Rai 2 | Giampaolo Marconato |

## Riepilogo delle edizioni

### Prima edizione (2024)
La prima edizione è andata in onda dal 16 settembre al 14 ottobre 2024. Il viaggio di Teo attraverso l’Italia passa da Tricase (LE), paesino del Salento che si snoda tra la marina animata dai pescatori e il centro storico ricamato da fregi barocchi, da Ostra (AN) sulle colline marchigiane, da Agropoli (SA) alle porte del Parco Nazionale del Cilento, e da Sonnino, con il suo borgo medioevale, fino ad arrivare ad Acerenza (PZ), in cui lui ha trascorso i primi anni della sua vita.

#### Puntate e ascolti
| Puntata | Data              | Paese    | Ascolti        | Ascolti | Ascolti |
| Puntata | Data              | Paese    | Telespettatori | Share   | Fonte   |
| ------- | ----------------- | -------- | -------------- | ------- | ------- |
| 1       | 16 settembre 2024 | Agropoli | 939 000        | 5,33%   | [ 2 ]   |
| 2       | 23 settembre 2024 | Ostra    | 788 000        | 4,44%   | [ 3 ]   |
| 3       | 30 settembre 2024 | Sonnino  | 803 000        | 4,81%   | [ 4 ]   |
| 4       | 7 ottobre 2024    | Acerenza | 897 000        | 5,17%   | [ 5 ]   |
| 5       | 14 ottobre 2024   | Tricase  | 960 000        | 6,70%   | [ 6 ]   |
| Media   | Media             | Media    | 877 000        | 5,29%   |         |